# Robert Hermann Schomburgk
Robert Hermann Schomburgk (Freyburg, 5 de junho de 1804 – Schöneberg, 11 de março de 1865) foi um explorador britânico.

## Biografia
Robert Schomburgk nasceu em Freyburg, cidade às margens do rio Unstrut, na Saxônia-Anhalt, filho de um pastor protestante.
Em 1820, enquanto morava com seu tio, aprendeu sobre botânica com um professor. Em 1828 foi escalado para supervisionar um transporte de ovelhas da Saxônia para a Virgínia, Estados Unidos, onde ficou. Perdeu sua fortuna, em parte na Virgínia, onde foi malsucedido como plantador de tabaco, em parte na ilha caribenha de Saint Thomas, onde perdeu tudo o que tinha em um incêndio. Consequentemente, decidiu parar com suas atividades de empreendedor. Em 1830, Schomburgk partiu para a ilha de Anegada, uma das ilhas Virgens, famosa por seus naufrágios de navios. Cuidou da ilha por conta própria e enviou à Royal Geographical Society, em Londres, um relatório que criou tamanha impressão que, em 1835, foi-lhe confiado o comando de uma expedição à então Guiana Inglesa.
Schomburgk cumpriu a sua missão (1835-1839) com grande êxito, e incidentalmente descobriu em 1837 uma planta aquática que posteriormente denominou vitória-régia. Em 1841 voltou à Guiana, desta vez como oficial do Governo Britânico para  mapear e fixar suas fronteiras. O resultado foi uma fronteira provisória entra a Guiana e a Venezuela, conhecida como a “Linha Schomburgk”, assim como a fronteira com a colônia neerlandesa do Suriname. Ele veementemente aconselhou a regulamentação da fronteira com o Brasil, já que alegou ter visto escravidão de índios locais – muitos dos quais já extintos – por brasileiros. Posteriormente, suas explorações nessa região geraria um conflito diplomático que seria denominado Questão do Pirara, no qual o Brasil cedeu dois terços do território disputado.
Ao voltar para a Inglaterra, Schomburgk recebeu da Rainha Vitória o título de Cavaleiro da Coroa Britânica e se tornou de facto Oficial do Governo Britânico. Em 1846 Schomburgk foi escalado para servir em Barbados, e em 1848 foi designado Cônsul em Santo Domingo. Já em 1857, recebeu o título de Cônsul Geral de Sião, e se fixou em Bangkok. Enquanto servia a Coroa Britânica, continuava suas explorações. Saiu do serviço público em 1864, por causa de problemas de saúde. Morreu em Schöneberg, nos arredores de Berlim, em 11 de março de 1865. Foi autor de A Descrição da Guiana Inglesa e  A História de Barbados.
Seu irmão, Otto (28 de agosto de 1810 – 16 de agosto de 1857) editou a obra R. H. Schomburgks Reisen in Guiana und am Orinoco während 1835-1830, publicada em 1941. Este emigrou para a Austrália junto com um terceiro irmão, Moritz Richard.
Moritz Richard Schomburgk (5 de outubro de 1811 – 25 de março de 1891) foi criado como jardineiro e acompanhou seu irmão célebre, Robert Schomburgk, em sua segunda expedição à Guiana, onde ele coletou espécimes vegetais para o Museu da Universidade de Berlim. Após instabilidades políticas na Europa em 1848, Moritz decidiu emigrar para a Austrália Meridional em 1849, onde se tornou o vice-diretor do Jardim Botânico de Adelaide (em 1866), uma posto que exerceu até à sua morte, de ataque cardíaco.

## Fonte
- Este artigo incorpora texto da Encyclopædia Britannica 11th ed., uma publicação agora de domínio público.